# Флорина (дим)
Фло́рина (греч. Δήμος Φλώρινας) — община (дим) в Греции. Входит в периферийную единицу Флорина в периферии Западная Македония. Население 32 881 жителей по переписи 2011 года. Площадь общины — 819,698 квадратного километра. Плотность — 40,11 человека на квадратный километр. Административный центр — Флорина. Димархом на местных выборах в 2019 году избран Василиос Яннакис (Βασίλειος Γιαννάκης).
В 2010 году по программе «Калликратис» к общине Флорине присоединены упразднённые общины Като-Клине, Мелити и Перазма.

## Административное деление

Административное деление общины:
1 — Флорина
2 — по часовой стрелке сверху: Като-Клине, Мелити, Перазма

Община (дим) Флорина делится на 4 общинные единицы.